# Michel Borisowski
Michel Borisowski (Liegi, 6 dicembre 1871 – Liegi, 26 ottobre 1930) è stato un ciclista su strada e pistard belga.

## Carriera
Dopo aver vinto il campionato belga dilettanti, si aggiudicò un'edizione della Parigi-Compiegne nel 1894 e della Bruxelles-Gand nel 1895, ed è noto soprattutto per aver partecipato alle prime tre edizioni della Liegi-Bastogne-Liegi, dove nel 1893 si piazzò al secondo posto.
Ottenne diverse vittorie e piazzamenti nelle corse dell'epoca eroica del ciclismo, tra cui la Ans-Oerle-Ans del 1896.

## Palmarès (parziale)
- 1894

Parigi-Compiegne
- 1895

Bruxelles-Gand
- 1896
- Ans-Oerle-Ans

## Piazzamenti

### Classiche monumento
- Liegi-Bastogne-Liegi

1892: ritirato
1892: 2º
1892: ritirato